# Dinh Đốc phủ Hải
Dinh Đốc phủ Hải hay còn gọi là Nhà Đốc phủ Hải là một dinh thự cổ, từng là nhà ở của Đốc phủ sứ Nguyễn Văn Hải thời nhà Nguyễn. Đây là một trong những căn nhà cổ nhất tỉnh Tiền Giang. Công trình là sự pha trộn hài hòa của kiến trúc phương Đông và phương Tây, của kiến trúc Việt Nam và kiến trúc Pháp.

## Vị trí và lịch sử
Tòa nhà nằm ở trung tâm thành phố Gò Công, tọa lạc ở số 49 đường Hai Bà Trưng, phường 1, được xây từ khoảng năm 1860. Tòa nhà ban đầu được xây có hình chữ đinh gồm ba gian lợp lá, sau đó được lợp ngói âm dương. Người cho xây dựng và sinh sống tại đây là bà Trần Thị Sanh vợ Trương Định. Bốn năm sau thì chồng tự sát nên bà Sanh vào chùa quy y, nhà chuyển sang sở hữu của con gái là Dương Thị Hương và con rể Huỳnh Đình Ngươn, là tri huyện Trường Bình. Từ năm 1880 đến 1885 thì tòa nhà được sửa chữa lại. Nhà thường được gọi là nhà Ba Huyện.
Về sau tòa nhà chuyển sang sở hữu của người con gái vợ chồng Ba Huyện là Huỳnh Thị Diệu và con rể là Nguyễn Văn Hải, lúc đó làm chức Đốc phủ sứ. Vì vậy tòa nhà được gọi là Nhà Đốc phủ Hải. Tòa nhà được sửa chữa lại một lần nữa.
Từ năm 1980 đến năm 1999, tòa nhà bị trưng dụng sử dụng và đổi tên là Nhà truyền thống thị xã, đến năm 2000 mới được trả lại tên cũ, đến nay công trình kiến trúc này đã qua 3 lần tu sửa, nâng cấp. Tòa nhà đã được cấp bằng Di tích Quốc gia "Lịch sử - Văn hóa" vào năm 1994 theo quyết định số 921 ngày 20/7/1994, do Trung tâm Văn hóa - Thể thao Thành phố Gò Công quản lý.

## Kiến trúc
Năm 1895 đến khoảng năm 1900, tòa nhà được Nguyễn Văn Hải xây dựng lại. Tòa nhà về sau được xây dựng và sửa chữa thêm từ năm 1909 cho đến năm 1917. Tòa nhà chính gồm 3 gian 2 chái như ban đầu, và được nâng bằng 36 cột gỗ quý trong đó 30 cột bằng gỗ căm xe và gõ, tổng diện tích là 533,26 m².
Ngoại thất xây theo kiến trúc Roman, tiền sảnh có các đầu cột và vòm cửa chạm nổi hoa văn dây nho. Mặt tiền tòa nhà quay về hướng chính Bắc (chính phương triều đẩu), mặt hậu có cửa mở quay về hướng Nam (trung đường sinh bối điện Nam cô).
Nội thất bên trong chủ yếu bằng gỗ mun điêu khắc tinh xảo và được cẩn xà cừ, viết chữ Nho. Sảnh chính là hệ thống liễn, tự, bao lam chạm khắc nhiều đề tài như tứ linh, tứ thời, chim muông, cây trái,... Tòa nhà có hơn 350 khuôn biển trang trí, đại tự, liễn. Trên gian khánh thờ có hình lưỡng long triều nguyệt chạm trổ tỉ mỉ và thếp vàng. Giường, tủ, bàn, ghế đều được chạm trổ. Tủ, ghế được khảm xà cừ, bàn đá làm bằng cẩm thạch, đồ đạc gồm nhiều đồ sứ Trung Hoa và Việt Nam có từ thế kỷ 17, 18. Giường Thất Bảo mặt loát 6 tấm đá cẩm thạch nhiều màu sắc khác nhau có thanh chân chạm nổi hoa lá, khảm xà cừ và hai bộ đi văng bằng đá cẩm thạch màu trắng vân đen. Chiếc đôn sứ Giang Tây, chiếc lộc bình cổ, thanh gươm của Trương Định. Ngoài ra còn có khá nhiều vật dụng phương Tây như những hộp đèn, chiếc tủ mang nhãn hiệu Pháp, đèn treo trần nhà kiểu châu Âu.
Nguyễn Văn Hải cho xây thêm hai tòa nhà phụ khác ở hai bên để người làm cùng ở, tổng diện tích là 196,4 m². Xung quanh nhà là tường rào bằng sắt tây ba mặt. Phía sau tòa nhà là một kho lúa to với sức chứa 10.000 giạ lúa.

## Phục vụ như phim trường
Tòa nhà này không chỉ là địa điểm đáng chú ý về lịch sử, văn hóa mà còn là địa điểm đã từng được xem là nơi hấp dẫn để quay phim. Nhiều hãng phim đã đến đây quay phim, tòa nhà đã xuất hiện trong nhiều bộ phim khác nhau. Cảnh quay đều liên quan phim xưa mà tòa nhà với tính lịch sử của nó được tận dụng. Các bộ phim đáng chú ý đã quay ở đây như Nợ đời, Con nhà nghèo, Cay đắng mùi đời, Khóc thầm, Tình án, Tại tôi, Lòng dạ đàn bà, Minh Tâm kỳ án, Đất mặn,...